# Niby nowy
Niby nowy – debiutancki album studyjny Mieczysława Szcześniaka, wydany w 1991 roku nakładem wytwórni płytowej Polskie Nagrania Muza. Album zawiera 9 premierowych kompozycji wokalisty, uzupełnionych w serii płyt Niepokonani z 2002 roku o trzy dodatkowe piosenki, w tym duet z Lorą Szafran oraz Grażyną Łobaszewską. Pierwszym singlem promującym płytę został utwór „Przed śniadaniem”.

## Lista utworów
Opracowano na podstawie materiału źródłowego.
1. „Stoję, czy leżę, to wierzę”
2. „Nie, nie codziennie”
3. „Za wysoka”
4. „Między nami wojna”
5. „Niby nowy”
6. „Wolny dziki”
7. „Towards the end”
8. „Przed śniadaniem”
9. „To zabronione”
10. „Za to, że żyję” (wraz z Lorą Szafran)
11. „Bywają święta”
12. „List do ciebie” (wraz z Grażyną Łobaszewską)